# Макс (Небраска)
Макс (англ. Max) — переписна місцевість (CDP) в США, в окрузі Данді штату Небраска. Населення — 50 осіб (2020).

## Географія
Макс розташований за координатами 40°6′52″ пн. ш. 101°24′16″ зх. д. / 40.11444° пн. ш. 101.40444° зх. д. (40.114320, -101.404489).  За даними Бюро перепису населення США в 2010 році переписна місцевість мала площу 0,57 км², уся площа — суходіл.

## Демографія
Згідно з переписом 2010 року, у переписній місцевості мешкало 57 осіб у 22 домогосподарствах у складі 16 родин. Густота населення становила 100 осіб/км².  Було 38 помешкань (66/км²).
Расовий склад населення:
| - 96,5 % — білих - 3,5 % — вихідців з тихоокеанських островів |

До двох чи більше рас належало 0,0 %. Частка іспаномовних становила 0,0 % від усіх жителів.
За віковим діапазоном населення розподілялося таким чином: 28,1 % — особи молодші 18 років, 52,6 % — особи у віці 18—64 років, 19,3 % — особи у віці 65 років та старші. Медіана віку мешканця становила 46,5 року. На 100 осіб жіночої статі у переписній місцевості припадало 72,7 чоловіків;  на 100 жінок у віці від 18 років та старших — 86,4 чоловіків також старших 18 років.
Цивільне працевлаштоване населення становило 22 особи. Основні галузі зайнятості: освіта, охорона здоров'я та соціальна допомога — 36,4 %, виробництво — 22,7 %, будівництво — 22,7 %.